# The King's Daughter (película de 2022)
The King's Daughter (previamente titulada The Moon and the Sun) es una película estadounidense de acción, aventuras y fantasía dirigida por Sean McNamara a partir de un guion escrito por Barry Berman y James Schamus. Está basada en la novela de 1997 La luna y el sol de Vonda N. McIntyre. La película está protagonizada por Pierce Brosnan como el rey Luis XIV, Kaya Scodelario como Marie-Josèphe y Benjamin Walker como Yves De La Croix.
El rodaje comenzó a principios de abril de 2014 en Versalles, Francia. Después del rodaje de dos semanas en dicho país, la producción se trasladó a Melbourne, Australia, en ese mismo mes. La filmación concluyó a finales de mayo de 2014.
La compañía de distribución cinematográfica independiente Gravitas Ventures estrenó la cinta el 21 de enero de 2022.

## Sinopsis
La búsqueda de la inmortalidad del rey Luis XIV (Pierce Brosnan) lo lleva a capturar y robar la fuerza vital de una sirena, un movimiento que se complica aún más por el descubrimiento de la criatura por su hija ilegítima.

## Reparto
- Pierce Brosnan como el rey Luis XIV.
- Kaya Scodelario como Marie-Josèphe.
- Benjamin Walker como Yves De La Croix.
- William Hurt como Père La Chaise.
- Rachel Griffiths como la abadesa.
- Fan Bingbing como la sirena.
- Ben Lloyd-Hughes como Jean-Michel Lintillac.
- Paul Ireland como Benoit.
- Pablo Schreiber como Dr. Labarthe.
- Crystal Clarke como Magali.
- Julie Andrews como la narradora.

## Producción
La película está basada en la novela de 1997 La luna y el sol, escrita por Vonda N. McIntyre. La preproducción de la película comenzó en 1999, cuando el productor Michael London planeaba adquirir los derechos de filmación. Dijo que se sintió atraído por la "extraña yuxtaposición [de] una criatura completamente imaginada en este mundo histórico tan específico". London propuso la película a The Jim Henson Company, que la estrenaría a través de su propia empresa cinematográfica, Jim Henson Pictures. El director de escena Christopher Renshaw firmó un acuerdo para dirigir, mientras que Laura Harrington escribiría el guion con la participación de McIntyre. Stephanie Allain y Kristine Belson firmaron como productoras ejecutivas de Jim Henson Pictures. Después de que Sony terminara su empresa con The Jim Henson Company, y terminando a la vez con Jim Henson Pictures, la producción se archivó hasta que el productor de cine Bill Mechanic se unió a la producción y revivió la película con Walt Disney Pictures después de firmar un contrato de cinco años con la compañía en diciembre de 2001. Mechanic planeó que la película comenzara la preproducción a principios de 2002, con Natalie Portman como protagonista, James Schamus para revisar el guion y Gregory Hoblit para posiblemente dirigir. The Jim Henson Company también permanecería como productora.
En agosto de 2013, se anunció que Sean McNamara dirigiría la película. El reparto incluyó a Pierce Brosnan como el rey Luis XIV, Fan Bingbing como la sirena y Bill Nighy como Pere de Chaise, un personaje creado para la película. Nighy se retiró de la película debido a un conflicto de programación y fue reemplazado por William Hurt semanas antes de la filmación. Mechanic, que aún permanecía en la película, también había revisado el guion con Barry Berman y Ronald Bass. La compañía cinematográfica china Kylin Films invirtió 20,5 millones de dólares en la cinta. En junio de 2020, se anunció que Julie Andrews narraría la película.
La fotografía principal de La luna y el sol comenzó a principios de abril de 2014 en el Palacio de Versalles. Después dos semanas de rodaje en Francia, la producción se trasladó a Australia para filmar en Docklands Studios Melbourne y sobre estados australianos como Victoria. Del 6 al 8 de mayo, el rodaje tuvo lugar en el puerto deportivo de la ciudad de Melbourne en el velero Enterprize para escenas ambientadas a bordo de un barco en el Mar del Norte en una noche tormentosa de 1648. El 2 de mayo de 2014, se filmaron escenas en Old Quad en la Universidad de Melbourne, con el escenario transformado en una abadía de Versalles. El rodaje en Australia concluyó a finales de mayo de 2014.

## Estreno
El 15 de agosto de 2014, Paramount Pictures anunció que la fecha de estreno de la película sería 10 de abril de 2015. Solo tres semanas antes de que la película estuviera prevista para su estreno generalizado, Paramount canceló el lanzamiento sin especificar una fecha de estreno futura. Una fuente cercana a la película afirmó que se necesitaba más tiempo para completar el trabajo de efectos especiales. Más tarde, la película fue retitulada The King's Daughter y el 1 de junio de 2020, Arclight Films adquirió la distribución durante el evento virtual de Cannes 2020. En octubre de 2021, se anunció que Gravitas Ventures adquirió los derechos de distribución de la película y la fijó para su estreno el 21 de enero de 2022.

## Premios y nominaciones
| Premio                   | Fecha de la ceremonia | Categoría              | Nominados                                                              | Resultado | Ref.  |
| ------------------------ | --------------------- | ---------------------- | ---------------------------------------------------------------------- | --------- | ----- |
| Premios Golden Raspberry | 11 de marzo de 2023   | Peor película          | David Brookwell, Paul Currie, Wei Han, James Pang Hong y Sean McNamara | Pendiente | [ 9 ] |
| Premios Golden Raspberry | 11 de marzo de 2023   | Peor actriz            | Kaya Scodelario                                                        | Pendiente | [ 9 ] |
| Premios Golden Raspberry | 11 de marzo de 2023   | Peor actriz de reparto | Fan Bingbing                                                           | Pendiente | [ 9 ] |